# 哈格马施
哈格马施是德国下萨克森州的一个市镇。总面积22.32平方公里，总人口432人，其中男性224人，女性208人（2011年12月31日），人口密度19人/平方公里。